# Madivala, Bangarapet
Madivala là một làng thuộc tehsil Bangarapet, huyện Kolar, bang Karnataka, Ấn Độ.